# NGC 6784
NGC 6784 (другие обозначения — PGC 63209, ESO 104-55, AM 1921-654) — галактика в созвездии Павлин.
Этот объект входит в число перечисленных в оригинальной редакции «Нового общего каталога».